# 小二十面半十二面體
小二十面半十二面體是一種非凸多面體，外觀看起來像每個五邊形面被替換成凹五角錐的截半二十面体。由於其僅由三角形和十邊形組成，且每個頂角都相等，因此也可以被歸類為擬正多面體。這種立體有收錄於溫妮爾的書中，並給予編號W89:140，然而由於這個立體同時具備半多面體的特性，因此被部分學者分成一類新的立體，即擬正半多面體（Versi-Regular Polyhedra），這類立體共有九個，最早在1881年由Albert Badoureau發現並描述。

## 性質
小二十面半十二面體由26個面、60條邊和30個頂點組成。在其26個面中有20個等邊三角形和6個正十邊形。這6個正十邊形面通過整體的幾何中心:140，其可以對應到一個正多面體——正十二面體，且其數量僅有來源正多面體的一半，因此可以算做一種半多面體。

### 分類
小二十面半十二面體的每個頂點都是2個三角形和2個十邊形的公共頂點，因此也可以算是一種擬正多面體。然而由於這個立體具有非凸的特性，且有面通過整體的幾何中心，因此部分學者將之分在新的一類多面體，為擬正半多面體（Versi-Regular Polyhedra），這種多面體共有九個，且這九個立體中，除了八面半八面體其餘都不具備可定向性，言下之意是，小二十面半十二面體表面是一個不可定向的曲面，即無法定義表面上特定點屬於內部或外部，因為任何點都可以在不打洞的情況下經由表面找到一個路徑連接該點對應的背面的位置，這個特性與克萊因瓶類似。

### 二面角
小二十面半十二面體的二面角僅有一種，為三角形和十邊形的交角，其值大約是79.188度：
{\displaystyle \cos ^{-1}{\left({\frac {\sqrt {15\left(5-2{\sqrt {5}}\right)}}{15}}\right)}\approx 1.3820858\approx 79.18768^{\circ }}

### 頂點座標
小二十面半十二面體的頂點座標與截半二十面体相同，差別僅在於頂點間相連方式的不同，因此小二十面半十二面體也可以視為是截半二十面体經過刻面後的結果，也就是說若小二十面半十二面體幾何中心位於原點，且邊長為單位長則其頂點座標為：
{\displaystyle \left(0\,,0\,,\pm \varphi \right)}
(±1/2, ±φ/2, ±1 + φ/2)
其中φ是黃金比例，值為{\displaystyle {\frac {1+{\sqrt {5}}}{2}}}。

## 相關多面體
小二十面半十二面體邊的排列方式與截半二十面體與小十二面半十二面體相同。小二十面半十二面體中，三角形的排列方式與截半二十面體相同；十邊形的排列方式與小十二面半十二面體相同。這三個立體的邊完全共用，面則部分共用。

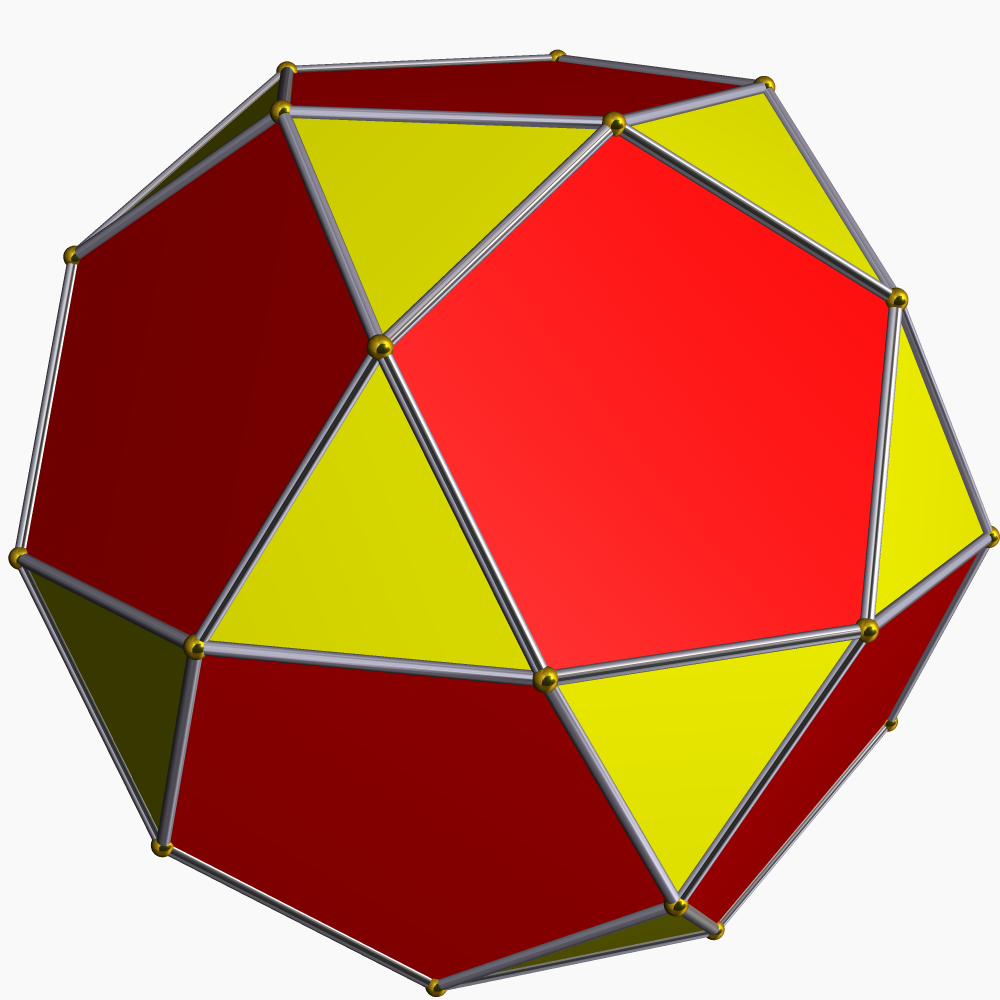
截半二十面體
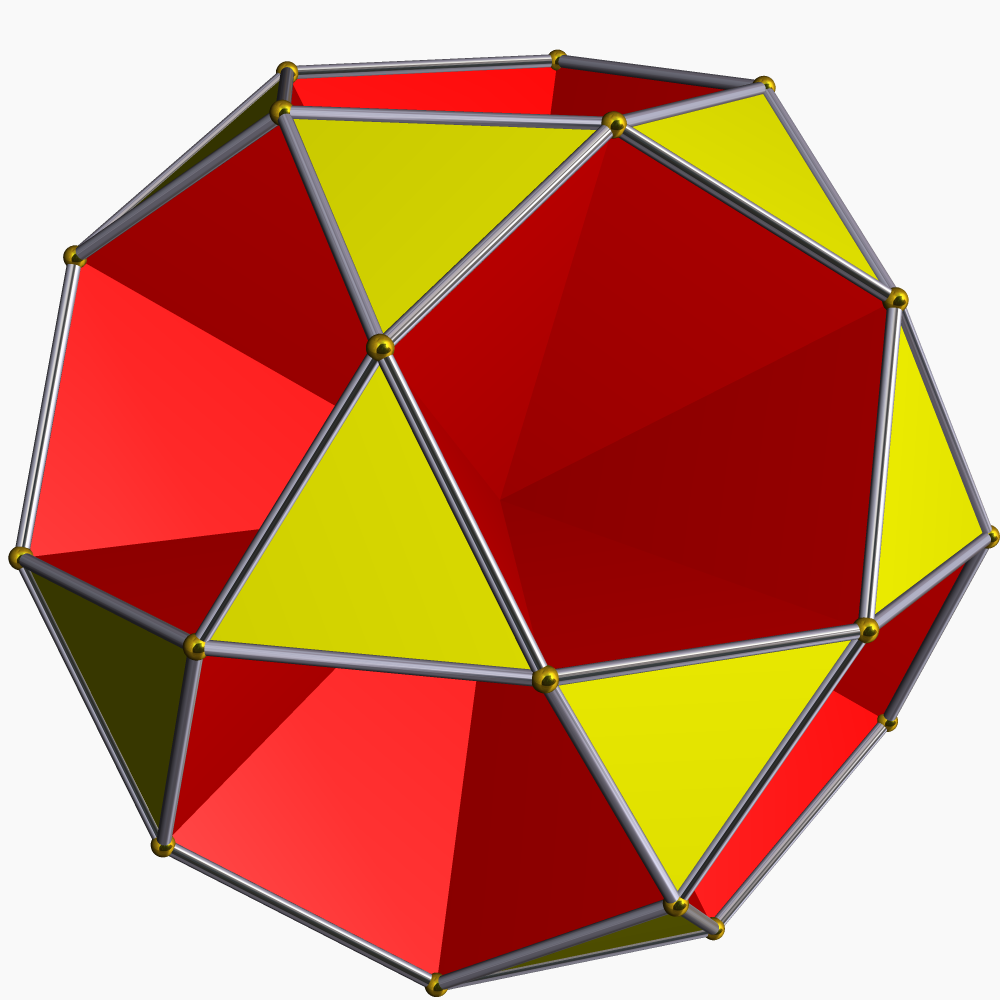
小二十面半十二面體
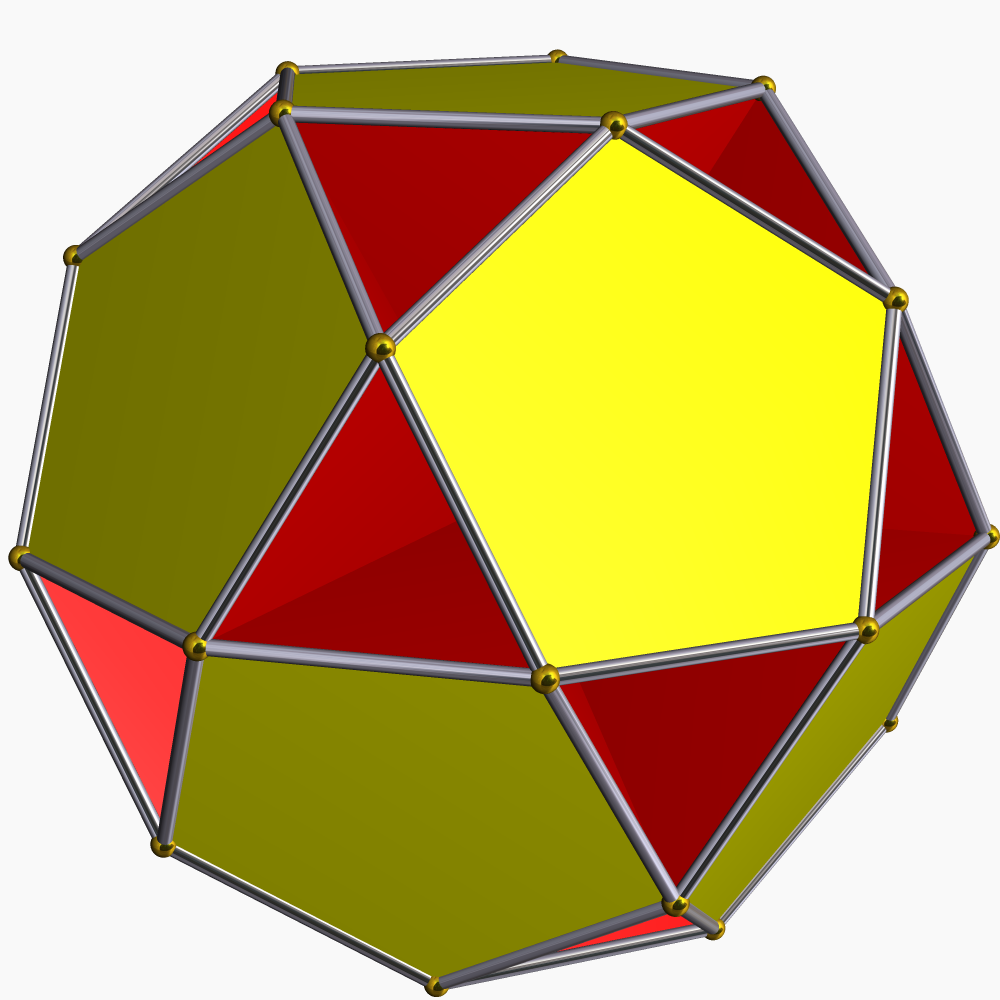
小十二面半十二面體